# Ribera del Duero (DO)
Pour la comarque, voir Ribera del Duero.
Le ribera-del-duero est un vin espagnol, situé dans la région viticole de Castille-et-León, qui a une AOC (Denominación de Origen en espagnol). Son vignoble, dans la zone du Haute Vallée du Douro, Duero en espagnol, regroupe de nombreuses communes des provinces de Burgos, Valladolid, Soria et Ségovie avec une longue tradition de production de vins.

## Historique
L’appellation d'origine a été approuvée en 1982. Depuis, son prestige n'a pas cessé de se confirmer en Espagne et à l'étranger. Cette appellation d'origine est vérifiée au moyen du Conseil Régulateur, situé à Roa.

## Communes qui forment l'A.O.C. Ribera del Duero

Situation des vignobles de l'AOC Ribera del Duero

- Province de Soria: San Esteban de Gormaz (Commune à laquelle appartiennent aussi Aldea de San Esteban, Atauta, Ines, Matanza de Soria, Olmillos, Pedraja de San Esteban, Peñalba de San Esteban, Quintanilla de Tres Barrios, Rejas de San Esteban, Soto de San Esteban, Velilla de San Esteban et Villálvaro), Langa de Duero, Castillejo de Robledo, Miño de San Esteban, et les hameaux d'Alcubilla de Avellaneda, Alcoba de la Torre et Alcubilla del Marqués.
- Province de Burgos: Adrada de Haza, Anguix, Aranda de Duero, Baños de Valdearados, Berlangas de Roa, Caleruega, Campillo de Aranda, Castrillo de la Vega, La Cueva de Roa, Fresnillo de las Dueñas, Fuentecén, Fuentelcésped, Fuentelisendo, Fuentemolinos, Fuentenebro, Fuentespina, Gumiel de Izán, Gumiel de Mercado, Haza, Hontangas, Hontoria de Valdearados, La Horra, Hoyales de Roa, Mambrilla de Castrejón, Milagros, Moradillo de Roa, Nava de Roa, Olmedillo de Roa, Pardilla, Pedrosa de Duero, Peñaranda de Duero, Quemada, Quintana del Pidio, Roa, San Juan del Monte, San Martín de Rubiales, Santa Cruz de la Salceda, La Sequera de Haza, Sotillo de la Ribera, Terradillos de Esgueva, Torregalindo, Tórtoles de Esgueva, Tubilla del Lago, Vadocondes, Valdeande, Valdezate, La Vid y Barrios, Villaescusa de Roa, Villalba de Duero, Villalbilla de Gumiel, Villanueva de Gumiel, Villatuelda et Zazuar. Toutes ces communes et les hameaux suivants appartiennent à la comarque de Burgos Ribera del Duero et font aussi partie de l'AOC : Guzmán, La Aguilera, Boada de Roa, Quintanamanvirgo, Valcabado de Roa, Villovela de Esgueva et Zuzones.

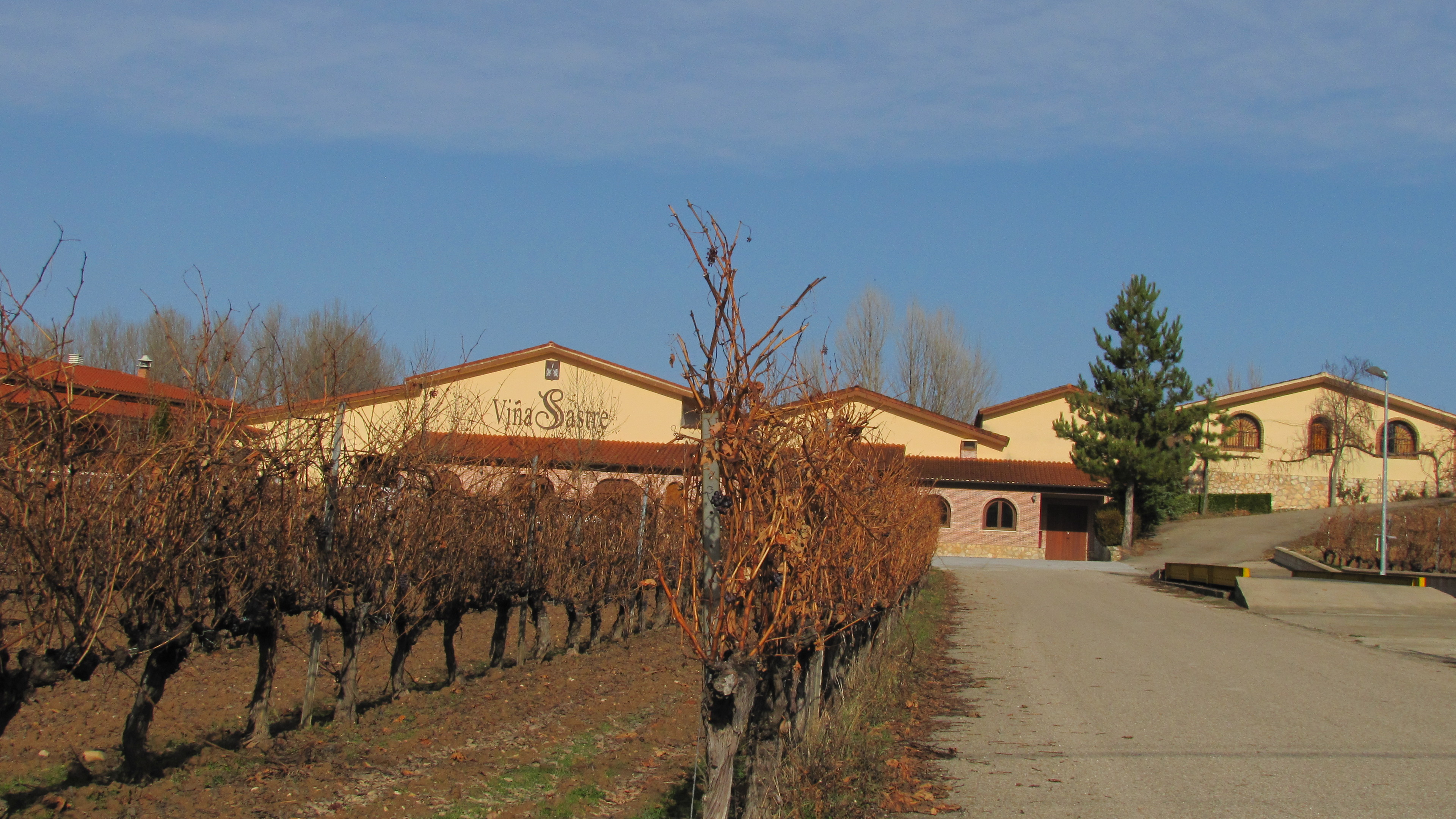
Vignes de tempranillo en hiver devant la bodega Viña Sastre.

- Province de Ségovie: Aldehorno, Honrubia de la Cuesta, Montejo de la Vega de la Serrezuela et Villaverde de Montejo.
- Province de Valladolid: Bocos de Duero, Canalejas de Peñafiel, Castrillo de Duero, Curiel de Duero, Fompedraza, Manzanillo, Olivares de Duero, Olmos de Peñafiel, Peñafiel, Pesquera de Duero, Piñel de Abajo, Piñel de Arriba, Quintanilla de Arriba, Quintanilla de Onésimo, Rábano, Roturas, Torre de Peñafiel, Valbuena de Duero et Valdearcos de la Vega.

### Ribera del Duero rouge
Ils correspondent aux vins rouges de la DO. Ils sont notés : année historique, année excellente , très bonne année , bonne année ***, année moyenne **, année médiocre *.
| Millésimes 2000  | 2009               | 2008        | 2007        | 2006               | 2005               | 2004               | 2003        | 2002        | 2001               | 2000        |
| ---------------- | ------------------ | ----------- | ----------- | ------------------ | ------------------ | ------------------ | ----------- | ----------- | ------------------ | ----------- |
| Caractéristiques | "n/d"              | Bon article | Bon article | ***                | Bon article        | Article de qualité | Bon article | Bon article | Article de qualité | Bon article |
| Millésimes 1990  | 1999               | 1998        | 1997        | 1996               | 1995               | 1994               | 1993        | 1992        | 1991               | 1990        |
| Caractéristiques | Article de qualité | Bon article | ***         | Article de qualité | Article de qualité | Bon article        | **          | ***         | Bon article        | ***         |
| Millésimes 1980  | 1989               | 1988        | 1987        | 1986               | 1985               | 1984               | 1983        | 1982        | 1981               | 1980        |
| Caractéristiques | Article de qualité | ***         | ***         | Historique         | Bon article        | **                 | Bon article | Bon article | "n/d"              | "n/d"       |

## Principales caves
Caves de la province de Burgos:
- Adrada Ecológica
- Andrés Matey
- Asenjo & Manso
- Áster
- Balbás
- Bodegas Casajús
- Casado Alvides
- Cillar de Silos
- Condado de Haza
- Félix Callejo
- Frutos Aragón
- Fuentenarro
- Gallego Zapatero
- García Figuero
- Grandes Bodegas
- Imperiales
- Ismael Arroyo
- Izquierdo
- Linaje Garsea
- López Cristóbal
- Los Matucos
- Martín Berdugo
- Monte Aixa
- Muntra
- Neo
- Ortega Fournier
- Pago de los Capellanes
- Pagos del Rey
- Páramo de Corcos
- Páramo de Guzmán
- Pascual
- Peñalba
- Pérez Pascuas
- Pomar Viñedos
- Portia
- Prado de Olmedo
- Real Sitio Ventosilla
- S.A.T. San Pablo
- San Mamés
- Santa Eulalia
- Señorío de Nava
- Torres de Anguix
- Valderiz
- Valduero
- Valle de Monzón
- Viña Arnáiz
- Viña Sastre
- Viña Solorca
- Virgen de la Asunción
- Viyuela

Caves de la province de Valladolid:
- Alión
- Arzuaga Navarro
- Bodegas Protos
- Bodegas Vega Sicilia
- Castillo de Peñafiel
- Comenge
- Dehesa de los Canónigos
- Dominio de Pingus
- Emilio Moro
- Emina
- Hacienda Monasterio
- Legaris
- Matarromera
- Montebaco
- Montecastro
- Pago de Carraovejas
- Peñafalcón
- Pingón
- Postigo Vergel
- Resalte
- Sarmentero
- Selección de Torres
- Señorío de Bocos
- Tamaral
- Tinto Pesquera
- Valtravieso
- Viñedos del Jaro
- Yllera
- Zifar

Caves de la province de Soria : 
- Valdeviñas

Caves de la province de Ségovie : 
- Aldekoa

## Vignoble

### Encépagement
Les vignes sont plantées à 90 % par le Tempranillo, mais d'autres cépages sont autorisés comme le Malbec, le Cabernet-Sauvignon et le Merlot. L’appellation produit exclusivement des vins rouges comprenant un minimum de 75 % de Tempranillo.

### Vin et gastronomie

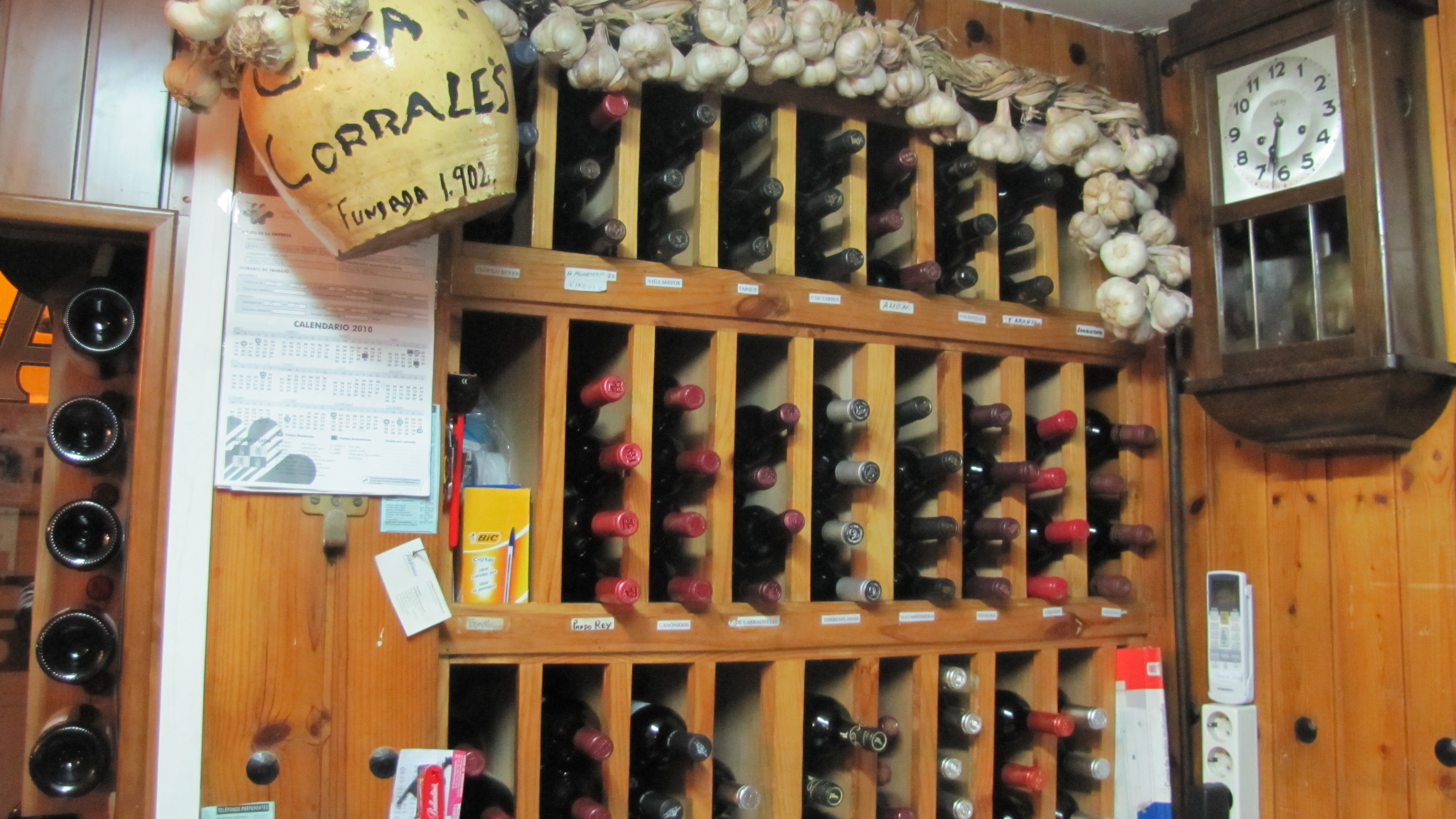
Vins de Ribera del Duero

#### Internet
- (en + es) Consejo Regulador de la D.O. Ribera del Duero.
- (es) La Ribera del Duero.
- Vins de Ribera del Duero D.O.
- La Bodega Vega Sicilia - la plus réputée

#### Vidéo
- (en) [vidéo] « The Wines of Rioja and Ribera del Duero » sur GuildSomm, 24 décembre 2016, 13 min.